# Stereum traplianum
Stereum traplianum är en svampart som beskrevs av Velen. 1922. Stereum traplianum ingår i släktet Stereum och familjen Stereaceae.   Inga underarter finns listade i Catalogue of Life.